# BMW K 1200 RS
La BMW K 1200 RS est une moto du constructeur BMW construite entre 1996 et 2005. Cette Sport Tourer est la dernière évolution du quatre cylindres BMW longitudinal (appelé « Flying Brick » dans le jargon des motards). 37 992 exemplaires furent construits dans l'usine BMW de Berlin à Spandau, dont 13 352 pour le marché allemand .

## Développement
La première version de la K 1200 apparaît en 1997. Elle inaugure un moteur à quatre cylindres en ligne de 1 172 cm3, monté longitudinalement dans le cadre.
Sortie en 1997, la K 1200 RS est une routière sportive. La puissance libre du moteur est de 130 ch à 8 750 tr/min et le couple de 11,7 kg m à 6 750 tr/min pour une vitesse de pointe de l'ordre de 230 km/h. Jusqu'en 2016, la version française était bridée à 100 ch, ce qui réduisait la puissance d'origine pour atteindre 98 ch à 7 000 tr/min et 11,8 kg m à 5 500 tr/min. Le RS pèse 295 kg avec son réservoir plein.
Le moteur en ligne monté longitudinalement est doté de deux arbres à cames entraînés par chaîne qui contrôlent deux soupapes d'admission et deux à l'échappement par cylindre via des poussoirs à godet. L'alésage est de 70,5 mm et la course de 75 mm. Par rapport au moteur précédent du K 1100, la course a été augmentée de 5 mm. Le système d'admission est assisté par un surpresseur dynamique alimenté en air par une ouverture dans le carénage avant.
La moto accélère de 0 à 100 km/h en 3,3 s et atteint une vitesse maximale de 247 km/h. En raison d'une restriction du fabricant, la moto fut livrée en Allemagne et en France jusqu'en 2001, principalement dans une version bridée à 72 kW (98 ch). Cela se caractérise par un couple légèrement plus élevé à un régime nettement plus bas (118 N m à 5 500 tr/min). La puissance maximale est atteinte également beaucoup plus tôt à 7 000 tr/min. La K 1200 RS est l'une des premières motos à disposer du système d'injection et d'allumage entièrement numérisé Bosch Motronic MA 2.4 avec coupure de carburant.
BMW a supprimé les vibrations désagréables des modèles K précédents en séparant l’entraînement du châssis et en utilisant un isolant en caoutchouc. Les systèmes Telelever à l'avant et Paralever à l'arrière assurent le travail des suspensions. Le système de freinage antiblocage standard prend en charge la décélération des deux freins. L'angle d'inclinaison est de 50 degrés .
Elle est vendue 15 890 €, jusqu'en 2004.
Sa particularité réside dans son architecture : le moteur (quatre cylindres en ligne et seize soupapes à injection multipoint) est disposé en long, couché sur la gauche. Ainsi la culasse est à gauche et le bas-moteur à droite avec la boîte de vitesses et le cardan. Cette disposition permet d'abaisser le centre de gravité.
Certaines motos étaient de couleur unie, d'autres avec une décoration à damiers qui choqua quelque peu la clientèle habituelle de la marque.

## Évolutions
Jusqu'en 2000, le code d'usine était K589 et à partir de 2001, la RS reçut un nouveau code modèle K547. Pour le millésime 2001, la K 1200 RS est légèrement restylée et comprenait un nouveau carénage à l'avant, des disques de frein plus grands et une position de conduite un peu moins sportive, avec des repose-pieds et un guidon légèrement surélevés. L’ABS 2 fut également remplacé par l’ABS intégré en option avec coupleur de freinage avant/arrière et assistance au freinage.
En 2004, la production de la K 1200 RS avec moteur longitudinal a pris fin. La K 1200 GT qui était presque identique (moteur longitudinal) fut également abandonnée en 2005. Seul le tourer de luxe K 1200 LT a été construit jusqu'en 2009. Il y eut deux successeurs directs de la K 1200 RS : la K 1200 GT (2006 à 2008) conçue pour les voyages, et la sportive K 1200 S (2005 à 2009), toutes deux à moteur transversal.

## Historique du modèle
- 1997 : Lancement de la K 1200 RS, premier modèle de la série K avec Telelever et cadre en aluminium moulé.
- 1999 : Pistons modifiés pour réduire la consommation d'huile.
- 2000 : Arrêt de la variante 98 ch, la version 131 ch devient standard.
- 2001 : Nouveau pare-brise plus large, frein EVO sur la roue avant, ABS semi-intégré désormais de série, nouveaux clignotants et rétroviseurs plus grands, guidon confort standard (guidon bas disponible en option), repose-pieds inférieurs ; pour les pilotes de 30 mm, pour les passagers de 20 mm.
- 2002 : Batterie sans entretien.
- 2006 : Fin de production.

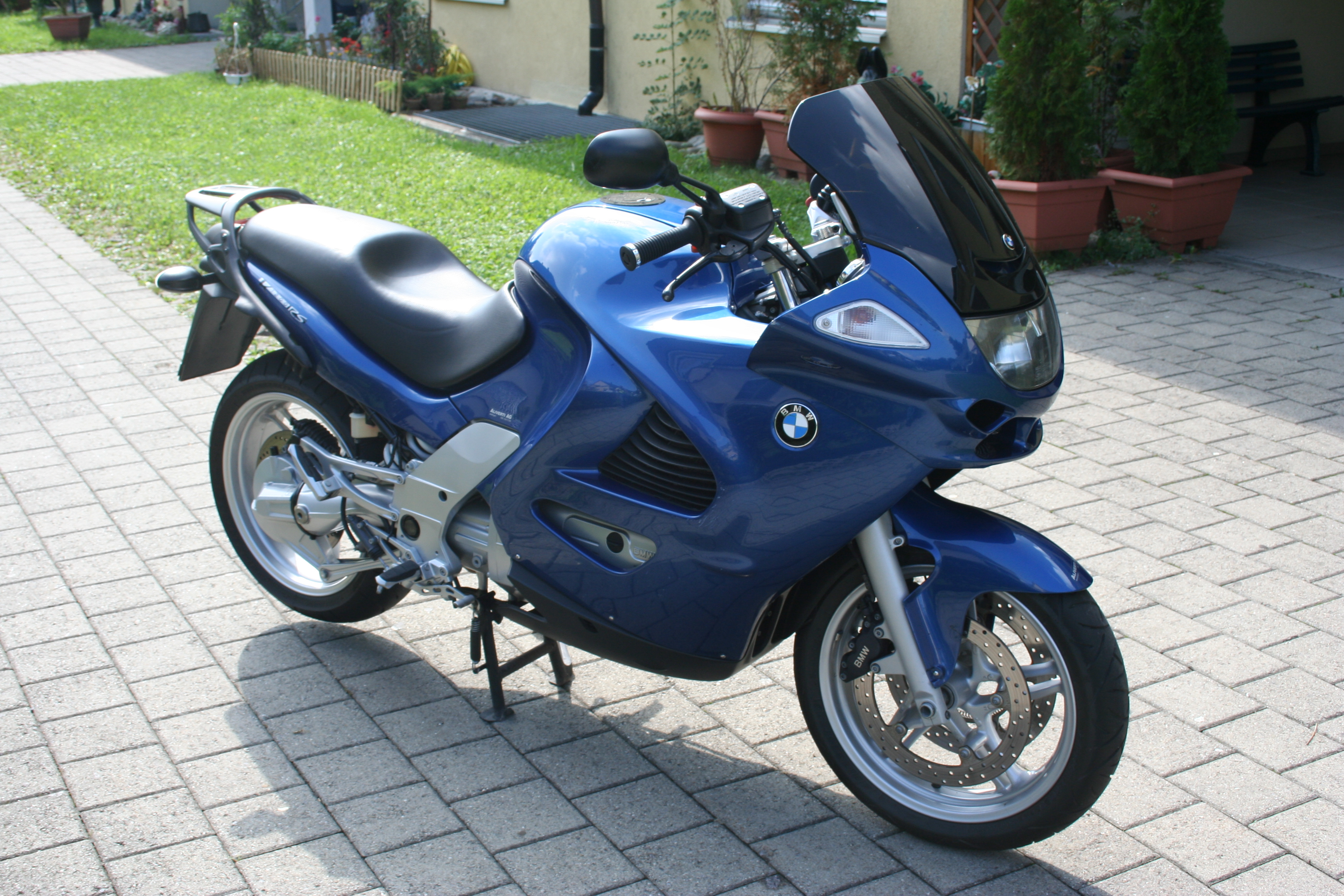
K 1200 RS Série 1.
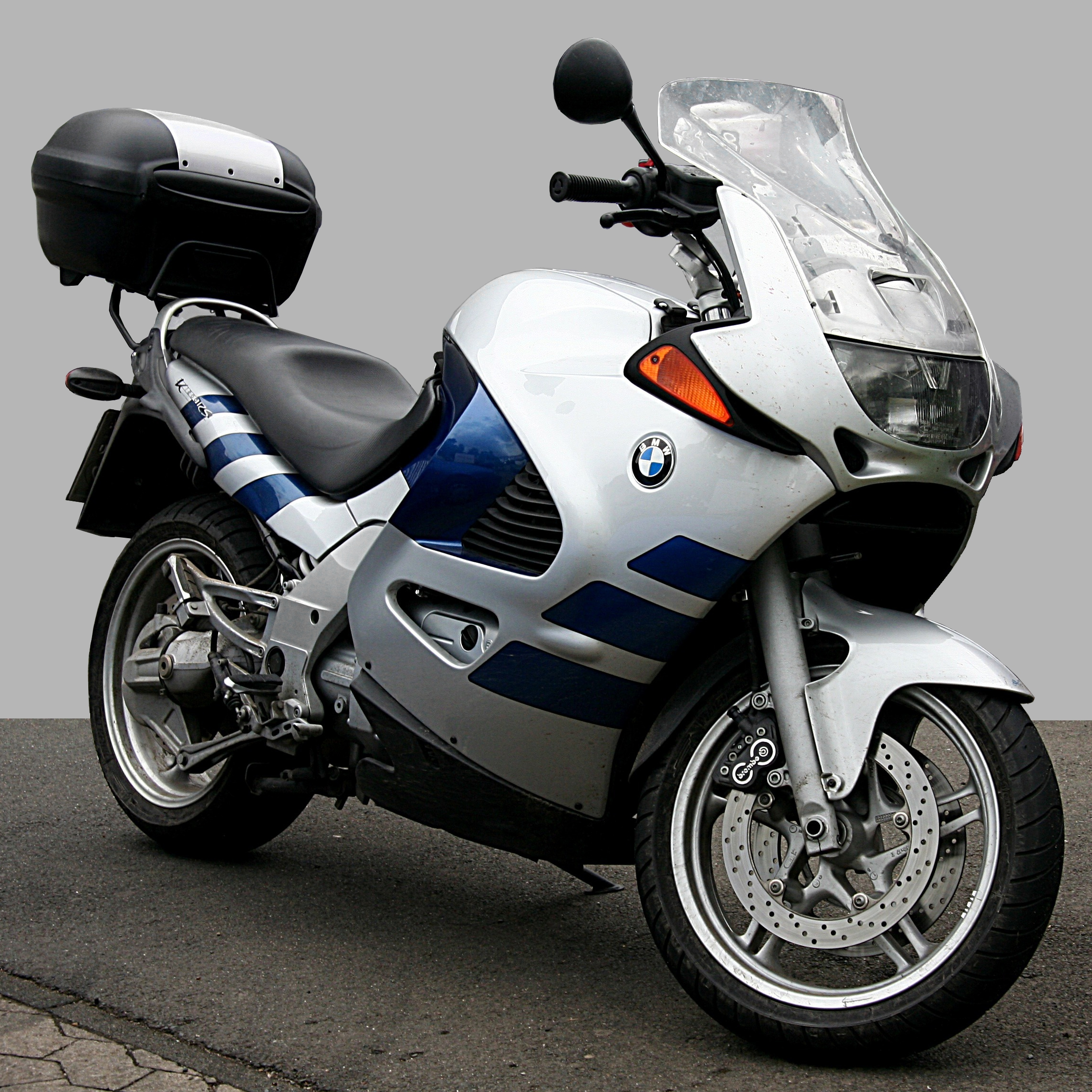
K 1200 RS Série 2.
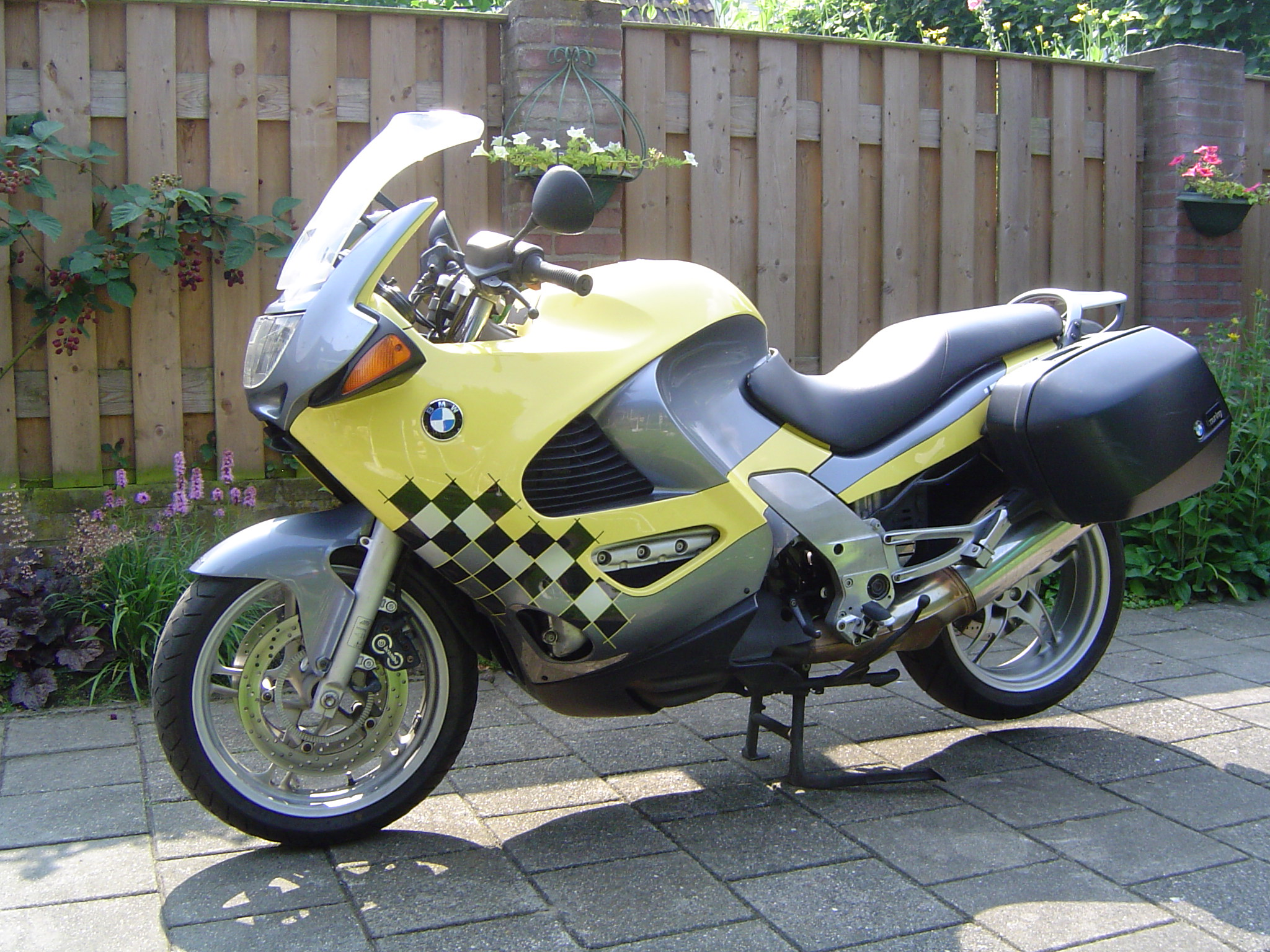
K 1200 RS décoration damiers.